# Klixbüll
Klixbüll (tiếng Đan Mạch: Klægsbøl, North Frisian Klexbel) là một đô thị thuộc huyện Nordfriesland, bang Schleswig-Holstein, Đức.